# Carles Costa i Osés
Carles Costa i Osés (Barcelona, 1975) és un periodista i economista català. Llicenciat en Ciències Econòmiques i en Periodisme per la Universitat Pompeu Fabra, va iniciar-se a l'espai radiofònic La radio de Julia, presentat per Júlia Otero a Onda Cero i va formar part de l'equip de Jordi González als programes Dia a la Vista, de RNE4, i La escalera mecánica, de Televisió Espanyola. En televisió, va començar a treballar a la delegació de Barcelona dels serveis informatius de Telecinco.
L'any 2001 va iniciar la seva etapa a Televisió de Catalunya, al programa En directe, on durant tres temporades va exercir de reporter i a la quarta en va esdevenir sotsdirector. L'any 2004 va incorporar-se als serveis informatius de TVC, on va fer de reporter per a la secció de Societat. D'aquesta manera, va emprendre diverses cobertures com a enviat especial i també va formar part de l'equip del 30 minuts que va elaborar un reportatge sobre l'esfondrament del Carmel.
L'agost de l'any següent va començar la seva etapa com a corresponsal de TVC a París, on va cobrir els disturbis de 2005, el final de l'etapa Chirac, les eleccions presidencials de 2007 i l'inici del mandat de Nicolas Sarkozy.
Des del gener del 2011 fins al gener del 2016 va ser el corresponsal a Londres. Va liderar la cobertura de grans esdeveniments com les eleccions generals del 2015, el referendum d'independència d'Escòcia del 2014 o els Jocs Olímpics del 2012 a la capital britànica.
El gener del 2016, torna a Catalunya per presentar el documental sobre la guerra civil de TVC i la productora audiovisual “Funky Monkey”. “Trinxeres” aconsegueix una gran fidelitat entre els espectadors i el reconeixement de crítica i públic. Es fan molt populars els homenatges que el periodista fa a herois anònims de la guerra, dedicant-los un text que recita a càmera i una estaca que deixen en un lloc clau de la seva història.
La temporada 2016-2017, es posa al capdavant del programa matinal de TVC “Els Matins”, amb Lídia Heredia i Núria Solé. Al febrer, l'ha d'abandonar per un pòlip a les cordes vocals que el manté diversos mesos apartat de la pantalla.
El setembre del 2017, s'incorpora com a presentador del canal 324.
Des del setembre del 2018, presenta l'informatiu diari “12-14” de TVC. El setembre de 2019 es va incorporar al Telenotícies vespre.
Ha col·laborat amb algunes televisions franceses, com La Chaîne parlementaire, La Chaîne Info i TéléObs, la cadena de televisió del diari Le Nouvel Observateur. També ha dirigit amb èxit el documental “Goodbye Scotland?”, que es va emetre al “prime time” de TV3. Actualment, imparteix classes de televisió a la Universitat Pompeu Fabra.